# Socii
Socii was de Latijnse term voor bondgenoten van Rome.
Volgens de overlevering reeds in de Romeinse koningstijd, en in elk geval sinds 493 v.Chr. is Rome door een foedus aequum met de Latijnen, en later met de Hernici verbonden geweest.
Later, toen Rome langzamerhand geheel Italia veroverde, werd de afhankelijkheid, waarin de verschillende steden en staten werden gebracht, uitgedrukt door het woord socii, waarbij dan het nomen Latinum een bevoorrechte plaats innam.
De staten, waarmee Rome een foedus sloot, heetten civitates foederatae en behielden hun soevereiniteit: ze hadden eigen bestuur, eigen rechtspleging en het recht om munt te slaan. Zij mochten echter geen betrekkingen met het buitenland onderhouden. In elk verdrag kwam de volgende bepaling voor: ut eosdem quos populus Romanus amicos atque hostes habeant (“dat zij dezelfde vrienden en vijanden als het Romeinse volk zullen hebben”). Zij betaalden geen belasting, maar waren verplicht troepen, en de staten aan zee ook schepen, te leveren. De afhankelijkheid waarin zij stonden ten opzichte van Rome, werd uitgedrukt door de formule: maiestatem populi Romani comiter conservanto (“verplicht de majesteit van het Romeinse volk te bewaren”).
Door hun verstandig en gematigd optreden wisten de Romeinen de socii aan zich te binden; en deze politiek heeft het hun mogelijk gemaakt, op den duur de nederlagen van de Tweede Punische Oorlog te boven te komen. In de 2e eeuw v.Chr. begonnen ze echter de socii, van wie ze de hulp niet meer nodig hadden, te onderdrukken, hetgeen ten slotte uitliep op de bellum sociorum (“bondgenotenoorlog”), die Italië heeft ontvolkt.
De provinciae, waarvan de toestand door een wet was geregeld, werden niet tot de socii gerekend. Overigens waren er ook buiten Italië socii als civitates foederatae, en koningen aan wie de titel socius et amicus populi Romani (“bondgenoot en vriend van het Romeinse volk”) was verleend, doch ook dan was meestal het bondgenootschap slechts een zachtere vorm van afhankelijkheid.
Buitenlandse volken waren exterae nationes, doch waar in engere zin van socii et exterae nationes wordt gesproken, moet men onder de laatsten de inwoners van de Romeinse provincies verstaan en onder socii de Latijnse en Italische bondgenoten. Deze benaming werd zelfs nog wel voor de Italische civitates gebezigd, ook nadat deze in de jaren 90-88 v.Chr. het Romeins burgerrecht hadden verkregen en de naam socii dus strikt genomen op hen niet meer van toepassing was.
In de Romeinse legers waren vóór 90 v.Chr. de troepen van de Italische civitates onder de naam van socii aanwezig; andere hulptroepen heetten auxilia.

## Referentie
- art. Socii, in J.G. Schlimmer - Z.C. de Boer, Woordenboek der Grieksche en Romeinsche Oudheid, Haarlem, 1920, p. 567.